# Xylopia calophylla
Xylopia calophylla là loài thực vật có hoa thuộc họ Na. Loài này được R.E.Fr. miêu tả khoa học đầu tiên năm 1939.